# 403
403 (CDIII) var ett normalår som började en torsdag i den julianska kalendern.

## Händelser

### Okänt datum
- Alarik I lämnar Italien efter sin första misslyckade invasion.
- Theodosius II blir konsul i Rom.
- Eksynoden i Konstantinopel avsätter och förvisar biskop Johannes Chrysostomos. Strax därefter återkallas han, men förvisas igen.
- I Kina anser Hui Yuan att buddhistiska munkar bör undantas från regeln att alla skall buga inför kejsaren.
- På koreanska halvön allierar sig Baekje med Silla mot Goguryeo.

## Födda
- Hilarius, biskop av Arles.

## Avlidna
- Epifanios av Salamis, kyrkofader.
- Severin av Köln, biskop.
- Alexander Akimetes, biskop och helgon.